# Calycacanthus magnusianus
Calycacanthus es un género monotípico de plantas con flores perteneciente a la familia Acanthaceae. Su única especie: Calycacanthus magnusianus K.Schum., es natural de Nueva Guinea.

## Taxonomía
Calycacanthus magnusianus fue descrita por el botánico, pteridólogo, briólogo y algólogo alemán, Karl Moritz Schumann y publicado en Die Flora von Kaiser Wilhelms Land 126, en el año 1889.